# Macroallantina coccifera
Macroallantina coccifera är en svampart som beskrevs av Speer 1987. Macroallantina coccifera ingår i släktet Macroallantina och familjen Ascodichaenaceae.   Inga underarter finns listade i Catalogue of Life.